# Rudolf Halter
Rudolf Halter (* 11. September 1860 in Wien; † 27. September 1938 ebenda) war ein österreichischer Wasserbauingenieur und Hochschullehrer. Er war Rektor der Technischen Hochschule Wien.

## Leben
Rudolf Halter studierte Bauingenieurwesen an der Technischen Hochschule Wien, wo er 1885 die zweite Staatsprüfung ablegte. Von 1887 bis 1895 war er als Ingenieur für das Land Niederösterreich tätig, zunächst arbeitete er an der Trassierung von Eisenbahnlinien mit, später im Bereich Wasserbau. 1896 war er im k.k. Ministerium des Innern für die Regulierung der March verantwortlich. Von 1897 bis 1909 war er Abteilungsvorstand der niederösterreichischen Donauregulierungskommission, in dieser Funktion war er unter anderem während des Hochwassers 1897 für die Sicherung der Hubertusdammstrecke Bisamberg–Floridsdorf verantwortlich. Außerdem wurde unter seiner Leitung unter anderem der Schutz- und Winterhafen in der Freudenau, der Kuchelauer Hafen sowie die Staustufe Kaiserbad errichtet. 
Ab 1909 bis zu seiner Emeritierung im Jahr 1929 war er ordentlicher Professor für Wasserbau an der TH Wien. In den Studienjahren 1912/13 bis 1915/16 stand er als Dekan der Ingenieurschule vor, im Studienjahr 1923/24 war er gewählter Rektor der Technischen Hochschule Wien. 1919 initiierte er gemeinsam mit Wilhelm Exner die Freie Vereinigung für technische Volksbildung, der er von 1921 bis 1933 als Präsident vorstand.
Rudolf Halter starb 1938 im Alter von 73 Jahren und wurde am Hütteldorfer Friedhof bestattet. 

## Auszeichnungen
- 1909: Ernennung zum Oberbaurat[1]
- 1921: Ernennung zum Hofrat
- 1925: Wilhelm-Exner-Medaille[1]
- 1930: Großes Ehrenzeichen für Verdienste um die Republik Österreich

## Publikationen (Auswahl)
- 1897: Sondierverfahren an der Donau anlässlich der Stromaufnahme von Kritzendorf bis Kaiser-Ebersdorf zu Zwecken der Projects-Verfassung für die Regulierung auf Niedrigwasser, Wien, Österreichische Monatsschrift für den öffentlichen Baudienst, Heft 5
- 1902: Über donau-regulierungs-bauten bei Wien

- 1906: Der Schutz- und Winterhafen in der Freudenau, Wien, Österreichische Wochenschrift für den öffentlichen Baudienst Heft 19
- 1908: Bau der Staustufe Kaiserbad im Wiener Donaukanal, Wien, Mitteilungen des Zentralvereines für Fluss- und Kanalschiffahrt in Österreich Nr. 65
- 1911: Die Aufgaben des Wasserbaues und ihr wirtschaftlicher Zusammenhang, Swatschek-Kiesel-Verlag, Salzburg
- 1913: Grosswasserkraftanlagen und Geschiebeführung, Wien, Zeitschrift des Österreichischen Ingenieur- und Architekten-Vereines (ÖIAV), Heft 19
- 1916: Wasserbau und Wasserwirtschaft in Schule und Praxis, Wien, Zeitschrift des ÖIAV, Heft 5
- 1916: Eiserscheinungen in fliessenden Gewässern, Wien, Österreichische Wochenschrift für den öffentlichen Baudienst Heft 24/25
- 1917: Wien und die Donau: Denkschrift des österreichischen Ingenieur- und Architekten-Vereines, Wien, Österreichischer Ingenieur- und Architekten-Verein
- 1917: Das zentraleuropäische Wasserstraßennetz (pdf, 1 MB)[2]
- 1922: Die Ausnutzung der Wasserkräfte mit besonderer Berücksichtigung Österreichs, Wien, Schulbücherverlag
- 1927: Leitlinien für die Lösung der Donaufragen, Wien, Die Wasserwirtschaft Heft 11
- 1929: Die internationalen Hochwasserschutzbestrebungen und die Wiener Donaufragen, Wien, Die Wasserwirtschaft Heft 1–3
- 1931: Die technischen Grundlage der Donauschiffahrt, Springer-Verlag, Wien/Berlin, herausgegeben vom Österreichischen Kuratorium für Wirtschaftlichkeit (ÖKW)